# Oswald Schmiedeberg
Oswald Schmiedeberg (Curlanda, 10 ottobre 1838 – Baden-Baden, 12 luglio 1921) è stato un farmacologo, chimico e farmacista tedesco.

## Biografia
Schmiedeberg nacque a Gut Laidsen (ora parrocchia di Laidze, comune di Talsi, in Lettonia) nella provincia imperiale russa di Curlandia. I suoi genitori furono Wilhelm Schmiedeberg, nato nel 1809 a Windau, nella contea di Courland, morto nel 1878 a Dorpat, e sua moglie Lucie Bernard, nata nel 1813 a Losanna, in Svizzera, morta nel 1871.
Fu il primogenito di sei fratelli. Nel 1866 conseguì il dottorato in medicina presso l'Università di Dorpat con una tesi riguardante la misurazione del cloroformio nel sangue. Successivamente fu assistente di Rudolf Buchheim (1820-1879) a Dorpat (Tartu). Nel 1872 divenne professore di farmacologia presso l'Università di Strasburgo, dove rimase per i successivi 46 anni.
Si occupò principalmente di trovare la correlazione tra la struttura chimica delle sostanze e la loro efficacia come farmaci. Con il suo allievo Hans Horst Meyer scoprì l'acido glucuronico nel metabolismo xenobiotico e in seguito scoprì che l'acido glucuronico era anche un componente della cartilagine e si presentava come un disaccaride di condroitina solfato. Studiò la composizione dell'acido ialuronico ed esplorò la sua relazione con il collagene, l'amiloide e la condroitina solfato. Dimostrò anche le proprietà ipnotiche dell'uretano.
Schmiedeberg fu un importante fattore del successo dell'industria farmaceutica tedesca prima della seconda guerra mondiale, avendo formato la maggior parte dei professori dell'epoca. Pubblicò oltre 200 libri e articoli scientifici. Con i patologi Bernhard Naunyn (1839-1925) e Edwin Klebs (1834-1913), fu il fondatore dell'influente Archiv für experimentelle Pathologie und Pharmakologie. Morì a Baden-Baden

## Opere
- Ueber die quantitative bestimmung des Chloroforms im Blute und sein Verhalten gegen dasselbe, 1866.
- Das Muscarin. Das giftige Alkaloid des Fliegenpilzes (Agaricus muscarius L.) seine Darstellung, chemischen Eigenschaften, physiologischen Wirkungen, toxicologische Bedeutung und sein Verhältniss zur Pilzvergiftung im allgemeine, 1869.
- Grundriss der Arzneimittellehre, 1883.
- "The dietetic and therapeutic uses of ferratin"; pubblicato in inglese (1893).
- "Ferratin : the ferruginous element of food"; pubblicato in inglese (1894).
- Grundriss der Pharmakologie in Bezug auf Arzneimittellehre und Toxikologie, 1902 Digital 5th edition from 1906 dell'University and State Library Düsseldorf
- Arzneimittel und genussmittel, 1912. Digital edition dell'University and State Library Düsseldorf
- Über die Pharmaka in der Ilias und Odyssee, 1918 Digital edition dell'University and State Library Düsseldorf